# Straßmühle (Pyrbaum)
Straßmühle ist ein Ortsteil des Marktes Pyrbaum im Landkreis Neumarkt in der Oberpfalz.

## Geographie
Die Einöde liegt südlich von Nürnberg an der Bundesautobahn 9 und der Buslinie 601 des VGN. Die Mühle ist mittlerweile ein Gasthaus. Benachbart liegen der Straßweiher, ein Klettergarten und das Wildgehege des Faberhofs.
Das Tiergehege ist aufgrund der Schweinepest derzeit geschlossen.

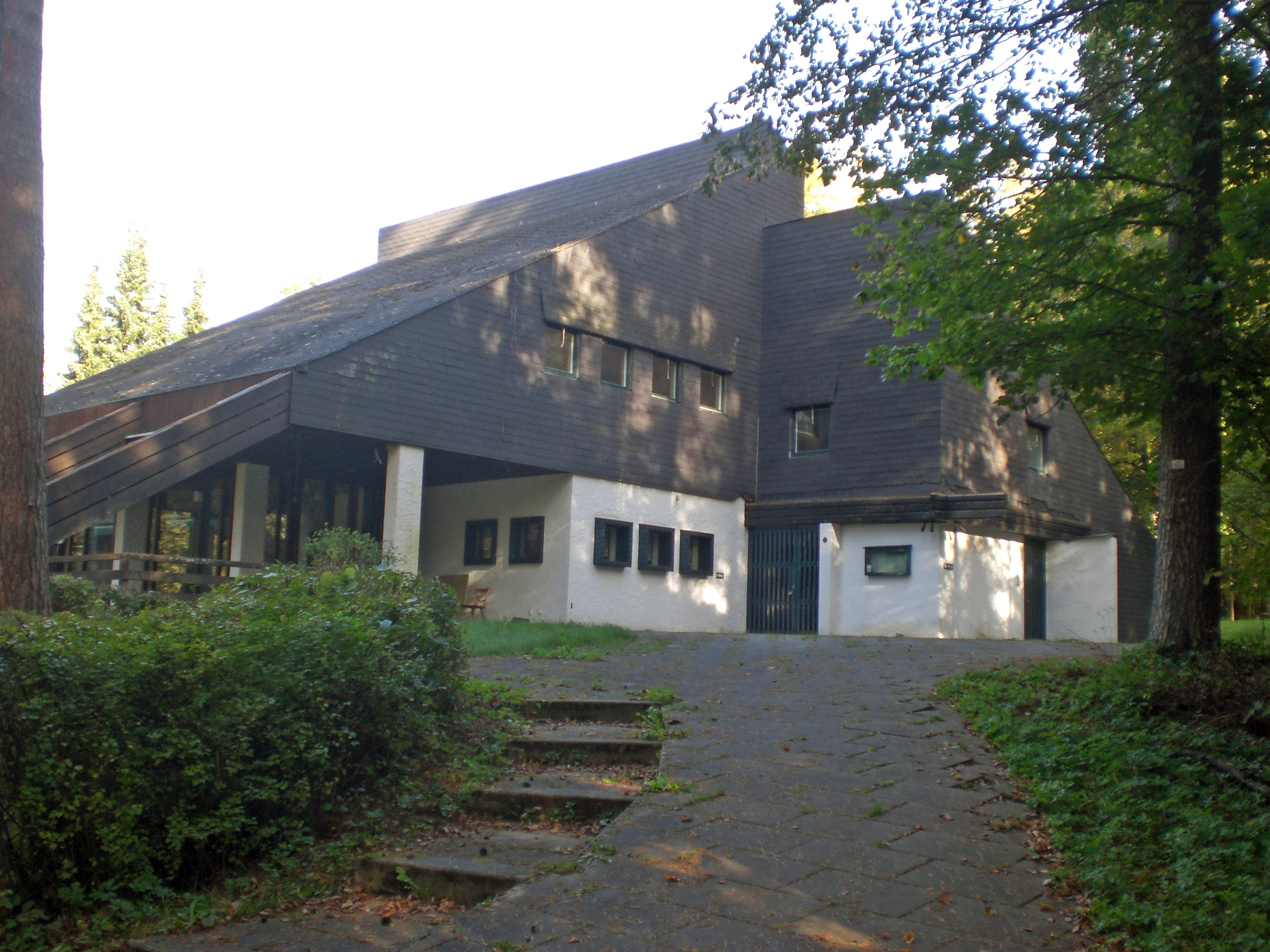
Waldrestaurant „Faberhof“

Am Straßweiher befindet sich das Waldrestaurant Faberhof.
Am 1. Oktober 1970 wurde die Straßmühle mit der Gemeinde Oberhembach nach Pyrbaum eingegliedert.